# Bill Björklund
Bill Björklund (* 24. Dezember 1941 in Kalmar; † 19. Juli 2018) war ein schwedischer Fußballspieler und zweimaliger A-Nationalspieler.

## Karriere

### Vereine
Björklund gehörte im Seniorenbereich erstmals dem aus Timmernabben in der Provinz Kalmar län ansässigen Timmernabbens IF in den Spielzeiten 1959 und 1960 (erstmals in der vierthöchsten Spielklasse) an. In der Spielzeit 1961 kam er in zehn Punktspielen in der Allsvenskan, die höchste Spielklasse im schwedischen Fußball, für den IFK Norrköping zum Einsatz. Nach dem Ende der Spielzeit am 15. Oktober war er vom 15. November bis Ende des Jahres 1961 an den IFK Göteborg ausgeliehen.
Nach Norrköping zu Beginn des Jahres 1962 zurückgekehrt, kam er im Zeitraum vom 15. April 1962 (1. Spieltag) bis zum 27. Oktober 1968 (22. Spieltag) in 138 Punktspielen zum Einsatz, in denen er 24 Tore erzielte. In dieser Zeit gewann er mit seiner Mannschaft zweimal die Meisterschaft und wurde zweimal Zweiter.
Des Weiteren nahm er – zum Teil wiederholt – an drei internationalen Wettbewerben teil. Sein internationales Debüt gab er in der Saison 1962/63 im Wettbewerb um den Europapokal der Landesmeister; er bestritt die beiden Begegnungen der Vorrunde gegen den KS Partizani Tiranë sowie die beiden Begegnungen im Achtelfinale gegen Benfica Lissabon, gegen den Verein ihm im Hin- und Rückspiel jeweils ein Tor gelang. In diesem Wettbewerb bestritt er in der Saison 1963/64 ebenfalls die Hin- und Rückspiele der Vorrunde und des Achtelfinales.
Im Wettbewerb um den International Football Cup bzw. um die Internationale Meisterschaft kam er bei vier Teilnahmen (1963/64, 1964/65, 1965/66 und 1966/67) in insgesamt 25 Spielen zum Einsatz, in denen er drei Tore erzielte. Im Europapokal der Pokalsieger-Wettbewerb wurde er einzig im Achtelfinal-Rückspiel am 17. November 1968 beim 3:2-Sieg gegen Lyn Oslo eingesetzt.
Die Spielzeit 1969 verbrachte er für den Zweitligisten Skövde AIK; von 1970 bis 1973 ließ er seine Spielerkarriere beim Zweitligisten Kalmar FF ausklingen.

### Nationalmannschaft
Sein Debüt als Nationalspieler gab Björklund für die U21-Nationalmannschaft, die sich am 27. Oktober 1962 in Horsens im Freundschaftsländerspiel von der U21-Nationalmannschaft Dänemarks mit 2:2-Unentschieden trennte. Für die B-Nationalmannschaft Schwedens bestritt er ebenfalls drei Länderspiele, in denen ihm zwei Tore gelangen. Da erste Mal spielte er für diese am 19. September 1964 in Växjö beim 10:2-Sieg über die B-Nationalmannschaft Norwegens. Gegen diese B-Nationalmannschaft gelangen ihm auch seine einzigen beiden Tore; in der Begegnung am 17. September 1966 in Karlskoga, beim 5:4-Sieg, erzielte er die Treffer zum 2:2 und 5:2 in der 40. und 48. Minute.
Björklund kam im Jahr 1966 zu zwei Länderspielen für die A-Nationalmannschaft. Am 18. Mai spielte er in Wrocław gegen die Nationalmannschaft Polens 1:1 unentschieden. Am 4. Juni unterlag er mit ihr im Olympiastadion Helsinki der Nationalmannschaft Finnlands im Rahmen der Nordischen Meisterschaft mit 0:1.

## Erfolge
- IFC-Finalist 1966
- Schwedischer Meister 1962, 1963
- Zweiter Schwedische Meisterschaft 1961, 1966